# Три товарища (фильм, 1935)
«Три товарища» — советская комедия режиссёра Семёна Тимошенко. Последняя роль в кино Николая Баталова.

## Сюжет
В небольшой городок приезжает новый начальник строительства Зайцев. Здесь работают двое его былых соратников по Красной Армии — директор бумажной фабрики Глинка и начальник лесосплава Лацис. Зайцев ратует за быстрое расширение бумажной фабрики и окружает себя группой рвачей и «блатёров». Впрочем, несмотря на давнюю дружбу, после ряда разоблачений он вынужден покинуть городок.

## В ролях
- Николай Баталов — Лацис
- Вероника Полонская — Ирина (Арина), жена Лациса
- Анатолий Горюнов — Глинка
- Татьяна Гурецкая — Варя, жена Глинки
- Михаил Жаров — Зайцев
- Валерий Соловцов — Губенко
- Николай Мичурин — делец
- Наталья Гицерот — зубной врач

## Съёмочная группа
- Авторы сценария: Алексей Каплер и Татьяна Златогорова
- Режиссёр: Семён Тимошенко
- Операторы: Владимир Данашевский и Борис Куликович
- Художники: Владимир Калягин и Николай Суворов
- Композитор: Исаак Дунаевский
- Автор текстов песен: Михаил Светлов
- Звукорежиссёр: Пётр Вицинский

## Песня из кинофильма
- Песня о Каховке[1][2]

## Видео
Фильм выпущен на видеокассетах дистрибьюторами «Формат А» и «Восток В». На DVD фильм также выпущен дистрибьютором «Восток В».